# Fumarola nera

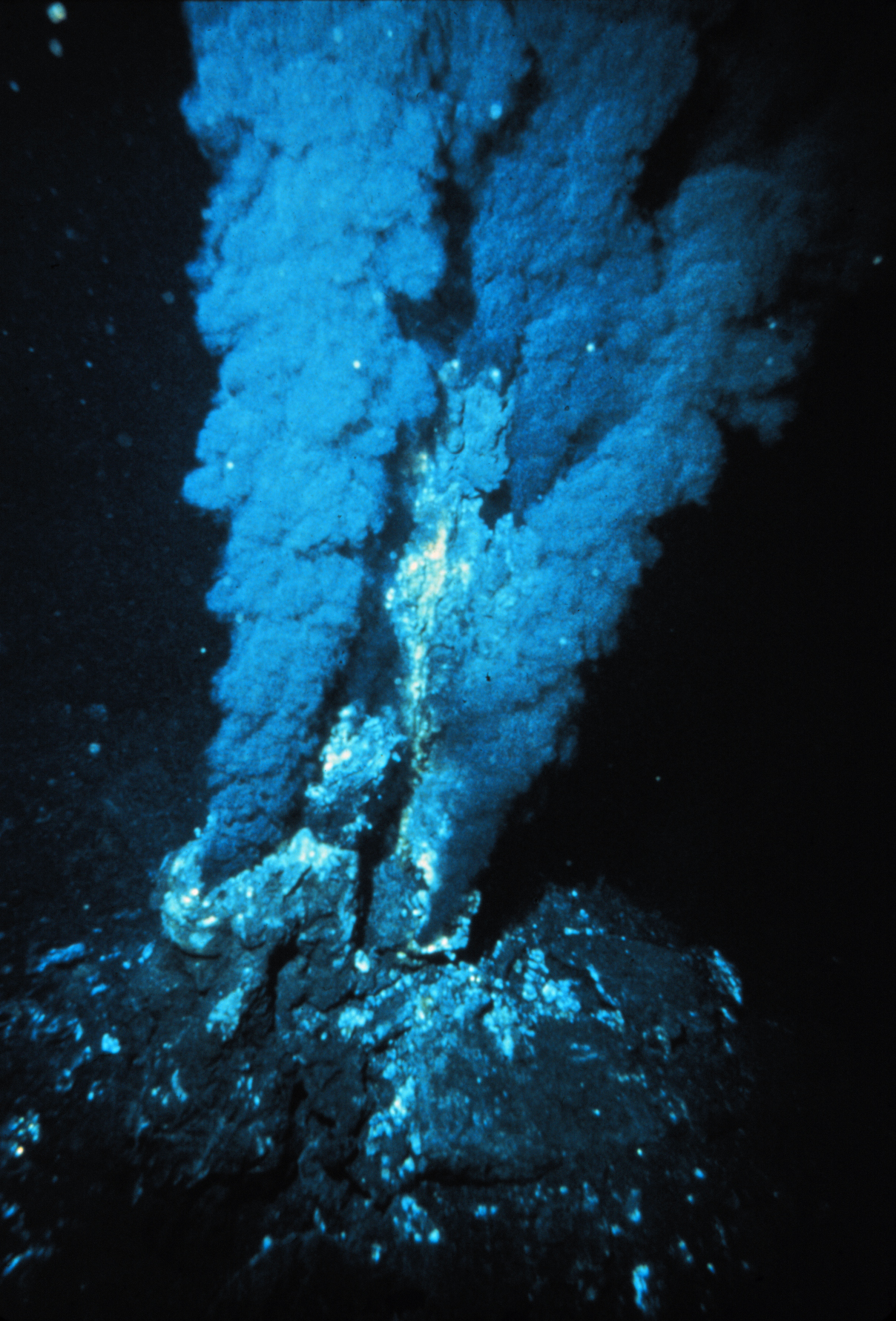
Un black smoker nell'oceano Atlantico

Le fumarole nere, o black smokers, sono un tipo di bocca idrotermale situate sul fondo oceanico. Sono raggruppate in campi generalmente ampi alcune centinaia di metri, che si formano quando acqua super-riscaldata (400 °C) proveniente da sotto la crosta terrestre trova uno sbocco attraverso il fondo dell'oceano. 
L'acqua superriscaldata è ricca di minerali (principalmente solfuri) in soluzione provenienti dalla crosta, che cristallizzano creando intorno a ciascuna sorgente una struttura di forma simile a un camino. Quando l'acqua superriscaldata emessa dalla sorgente viene a contatto con la fredda acqua oceanica molti minerali precipitano, dando origine al caratteristico colore nero. I solfuri metallici che vengono depositati possono dare origine nel tempo a estesi depositi di minerali sulfurei potenzialmente adatti ad essere sfruttati.
Le prime fumarole nere furono scoperte nel 1977 nelle vicinanze delle isole Galápagos dalla National Oceanic and Atmospheric Administration, quando furono osservate usando Alvin, un piccolo veicolo sommergibile. Oggi è nota l'esistenza di fumarole nere negli oceani Atlantico e Pacifico, a una profondità media di 2100 metri. 
La temperatura dell'acqua alla sorgente può superare i 400 °C, ma essa non bolle a causa dell'elevata pressione a cui è sottoposta a quelle profondità. L'acqua emessa è estremamente acida: il suo pH può scendere fino a 2,8 (circa pari a quello dell'aceto). Attraverso le fumarole nere passa ogni anno una quantità d'acqua pari a circa 1,4×1014 kg.

## Ecosistema

Diagramma del ciclo biogeochimico di una sorgente idrotermale oceanica

Pochi esseri viventi si trovano alle profondità e alle temperature delle fumarole. La luce solare è completamente assente, così molti organismi (come archea ed estremofili) devono trasformare il calore, il metano e i composti solforati in energia attraverso un processo di chemiosintesi. Di questi organismi si cibano forme di vita più complesse, come "vermi tubicoli" (Riftia pachyptila) e molluschi. Alcuni batteri hanno sviluppato una simbiosi con tali vermi. Gli organismi alla base della catena alimentare inoltre depositano minerali alla base delle fumarole, completando così il ciclo vitale.
Una specie di batteri fototrofici è stata rinvenuta vicino a una fumarola nera al largo della costa del Messico, a una profondità di 2500 metri, dove la luce solare non giunge. Il batterio, che appartiene alla famiglia Chlorobiaceae, utilizza per la fotosintesi la fioca luminescenza proveniente dalla fumarola. Questo è il primo organismo mai scoperto a utilizzare per la fotosintesi una fonte di luce diversa dal sole.
Si scoprono continuamente specie nuove e insolite: ad esempio, il "verme di Pompei" (Alvinella pompejana) negli anni 80, e, nel 2001, durante una spedizione nell'oceano Indiano, nel campo idrotermale di Kairei, un gasteropode corazzato, il Crysomallon squamiferum. Quest'ultimo usa per i suoi scleriti (parti del corpo indurite) solfuri di ferro (pirite e greigite) invece che carbonato di calcio. Si pensa che l'intensa pressione esistente alla profondità di 2500 metri abbia un ruolo importante nello stabilizzare il solfuro di ferro usato da queste forme di vita. La corazza probabilmente serve come difesa contro le radule velenose delle lumache predatrici presenti nella stessa comunità.